# Nuestra Señora de Santa Ana

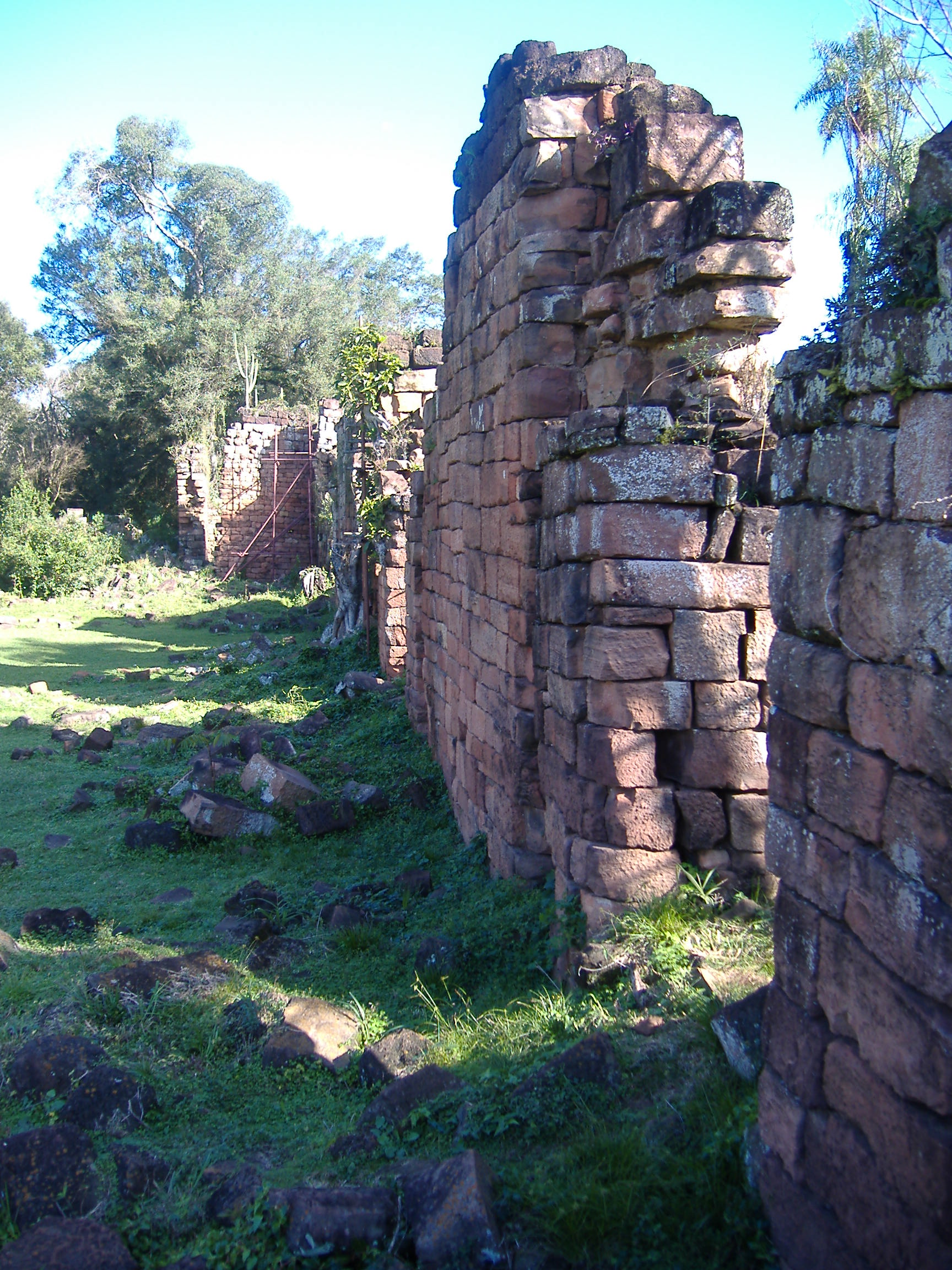
Ruínas de Nuestra Señora de Santa Ana

Nuestra Señora de Santa Ana situa-se a 40 km de Posadas e a 16 km de San Ignacio Miní. 

## História
A primeira redução de Santa Ana foi fundada em 1633, no Brasil, para em 1637 migrar, e fugir aos ataques dos Bandeirantes. Em 1767, com a expulsão dos jesuítas a população de Santa Ana tinha atingido 4344 habitantes. Em 1784 havia apenas 1754 descendentes, junto com os religiosos.
Foi declarada Património Mundial em 1983.